# Combat de Dangarous
Guerre du Mali
Batailles
Le combat de Dangarous, ou combat d'Agaharous, se déroule du 17 au 22 août 2021, pendant la guerre du Mali.

## Déroulement
Du 17 au 22 août 2021, les forces françaises mènent une opération dans la forêt de Dangarous, — ou forêt d'Agaharous — au sud d'Indelimane, à l'est du Mali. Cette opération est lancée à la suite d'informations données par deux djihadistes de l'État islamique, capturés le 14 juillet, qui avaient signalé la présence de campements dans cette zone. D'après l'armée française, les lieux sont boisés et difficiles d'accès.
Entre le 17 et le 20 août, les forces françaises mènent une première phase de renseignement. Le 17, un drone Reaper Block 5 effectue une frappe aérienne avec un missile GBU-12 contre deux hommes armés circulant sur une moto,,,. L'un des morts s'avère par la suite être Adnane Abou Walid al-Sahraoui, le chef de l'État islamique dans le Grand Sahara (EIGS),. RFI indique que d'après une source proche de l'Élysée, Al-Sahraoui n'est pas immédiatement identifié : « Un faisceau de renseignements indiquait la présence d'un haut cadre, mais nous n'étions pas sûrs qu'il s'agissait d'Abou Walid ».
La deuxième phase de l'opération est menée du 20 au 22 août, lorsqu'un groupe commando est engagé au sol pour fouiller la zone. Constitué d'une vingtaine d'hommes, ce groupe est appuyé par des drones Reaper, une patrouille de chasseurs Mirage 2000D, ainsi que des hélicoptères Tigre et Gazelle. Les commandos interceptent ensuite deux hommes à moto qui engagent le combat et qui sont abattus. Plusieurs frappes aériennes sont également effectuées sur des positions occupées par des hommes de l'EIGS. Après l'extraction des commandos, des frappes sont encore effectuées par les Mirage contre quatre caches.

## Pertes
Selon l'armée française, une dizaine de djihadistes sont tués lors de l'opération.
Le 16 septembre 2021, le président de la République française Emmanuel Macron et la ministre des Armées Florence Parly annoncent que Adnane Abou Walid al-Sahraoui a été « neutralisé » par une frappe des forces françaises,. Florence Parly affirme alors qu'Adnane Abou Walid al-Sahraoui a « succombé à des blessures provoquées par une frappe de la force Barkhane en août 2021 ». Elle ajoute que cela « porte un coup décisif au commandement de Daech au Sahel mais aussi à sa cohésion car l'EIGS aura sans doute des difficultés à remplacer son émir par une figure qui dispose de la même envergure ».